# 打洛镇
打洛镇，是中华人民共和国云南省西双版纳傣族自治州勐海县下辖的一个乡镇级行政单位。

## 行政区划
打洛镇下辖以下地区：
勐板村、曼轰村、曼夕村、曼山村、打洛村和黎明农场五分场村。

## 中国传统村落
2013年8月，勐景莱村被评为第二批中国传统村落。